# Music for the Divine
Music for the Divine è un album in studio da solista del cantante e bassista britannico Glenn Hughes, pubblicato nel 2006.

## Tracce
1. The Valiant Denial – 6:50
2. Steppin' On – 4:42
3. Monkey Man – 4:25
4. This House – 3:53
5. You Got Soul – 4:20
6. Frail – 4:42
7. Black Light – 3:56
8. Nights in White Satin – 4:55
9. Too High – 4:50
10. This Is How I Feel – 5:35
11. The Divine – 4:05

## Formazione
- Glenn Hughes - voce, basso, chitarra acustica
- JJ Marsh - chitarra
- Chad Smith - batteria
- Mark Killan - tastiera, arrangiamento archi
- John Frusciante - chitarra (tracce 8, 10), cori (8)